# Giro de Italia 2009
El 92.º Giro de Italia se disputó entre el 9 y el 31 de mayo de 2009 sobre 3395,5 km, desde Venecia hasta Roma.
La 1.ª etapa fue una contrarreloj por equipos de 20,5 km alrededor de Venecia. Esta ciudad volvió a acoger la salida del Giro después de que hace 12 años viera partir el Giro de Italia 1997 y Milán, 20 años después, no fue final de carrera. Finalizó en Roma con una contrarreloj individual.
En esta edición se conmemoró el centenario del primer Giro de Italia, en 1909, y pasó por otros países como Austria, Francia y Suiza.
La 9.ª etapa, con inicio y final en Milán, fue recorrida a un ritmo lento porque según algunos ciclistas el circuito urbano era demasiado peligroso. Además, vino precedida de la grave caída de Pedro Horrillo en la etapa anterior con lo que el miedo en los ciclistas aumentó.

## Equipos participantes
Tomaron parte en la carrera 22 equipos: 16 de categoría UCI ProTour (todos excepto el Euskaltel-Euskadi, Cofidis, le Crédit en Ligne y Française des Jeux que declinaron su "plaza fija"); más 6 equipos de categoría Profesional Continental (Cervélo Test Team, Team ISD, Acqua & Sapone-Caffè Mokambo, LPR Brakes-Farnese Vini, Xacobeo Galicia y Serramenti PVC Diquigiovanni-Androni Giocattoli). Formando así un pelotón de 198 ciclistas, con 9 corredores cada equipo (cerca del límite de 200 establecido para carreras profesionales).
A pocas fechas del inicio el equipo Fuji-Servetto de categoría ProTour fue el último admitido en la lista de participantes antes de esperar a la decisión del TAS (que probablemente les iba a obligar a invitarlo como ocurrió en la Tirreno-Adriático y Milán-San Remo); y finalmente se desechó la idea de crear un equipo fusionado entre el LPR Brakes-Farnese Vini y el Serramenti PVC Diquigiovanni-Androni Giocattoli, por lo que definitivamente los equipos participantes fueron::
| ProTeams (15)- AG2R La Mondiale - Astana - BBox Bouygues Telecom - Caisse d'Épargne - Fuji-Servetto - Garmin-Slipstream - Lampre-NGC - Liquigas - Quick Step - Rabobank - Silence-Lotto - Columbia-High Road - Katusha - Team Milram - Saxo Bank Equipos continentales profesionales (7)- Acqua & Sapone (wielerploeg) - Barloworld - Cervélo TestTeam - ISD-Neri - LPR Brakes-Farnese Vini - Xacobeo-Galicia - Androni Giocattoli-Serramenti PVC Diquigiovanni |
| |

## Etapas
| Etapa      | Fecha     | Recorrido                                                | type                     | Distancia (km) | Ganador                            | Líder               |
| ---------- | --------- | -------------------------------------------------------- | ------------------------ | -------------- | ---------------------------------- | ------------------- |
| 1.ª etapa  | 9 de may  | Lido de Venecia – Lido de Venecia                        | contrarreloj por equipos | 20,5           | Columbia-High Road                 | Mark Cavendish      |
| 2.ª etapa  | 10 de may | Jesolo – Trieste                                         | etapa llana              | 156            | Alessandro Petacchi                | Mark Cavendish      |
| 3.ª etapa  | 11 de may | Grado – Valdobbiadene                                    | etapa llana              | 198            | Alessandro Petacchi                | Alessandro Petacchi |
| 4.ª etapa  | 12 de may | Padua – San Martino di Castrozza                         | etapa de montaña         | 162            | Stefano Garzelli                   | Thomas Lövkvist     |
| 5.ª etapa  | 13 de may | San Martino di Castrozza – Alpe de Siusi                 | etapa de montaña         | 125            | Denís Menshov                      | Thomas Lövkvist     |
| 6.ª etapa  | 14 de may | Bresanona – Mayrhofen                                    | etapa de media montaña   | 248            | Michele Scarponi                   | Thomas Lövkvist     |
| 7.ª etapa  | 15 de may | Innsbruck – Chiavenna                                    | etapa de media montaña   | 244            | Edvald Boasson Hagen               | Thomas Lövkvist     |
| 8.ª etapa  | 16 de may | Morbegno – Bérgamo                                       | etapa de media montaña   | 209            | Kanstantsín Siutsou                | Thomas Lövkvist     |
| 9.ª etapa  | 17 de may | Milán – Milán                                            | etapa llana              | 165            | Mark Cavendish                     | Thomas Lövkvist     |
|            | 18 de may | Día de descanso                                          | Día de descanso          |                |                                    |                     |
| 10.ª etapa | 19 de may | Cuneo – Pinerolo                                         | etapa de montaña         | 262            | Denís Menshov                      | Denís Menshov       |
| 11.ª etapa | 20 de may | Turín – Arenzano                                         | etapa llana              | 214            | Mark Cavendish                     | Denís Menshov       |
| 12.ª etapa | 21 de may | Sestri Levante – Riomaggiore                             | contrarreloj individual  | 60,6           | Denís Menshov                      | Denís Menshov       |
| 13.ª etapa | 22 de may | Camaiore – Florencia                                     | etapa llana              | 176            | Mark Cavendish                     | Denís Menshov       |
| 14.ª etapa | 23 de may | Campi Bisenzio – Santuario de Nuestra Señora de San Luca | etapa de montaña         | 172            | Simon Gerrans                      | Denís Menshov       |
| 15.ª etapa | 24 de may | Forlì – Faenza                                           | etapa de media montaña   | 161            | Leonardo Bertagnolli Serge Pauwels | Denís Menshov       |
| 16.ª etapa | 25 de may | Pergola – Monte Petrano                                  | etapa de montaña         | 237            | Carlos Sastre                      | Denís Menshov       |
|            | 26 de may | Día de descanso                                          | Día de descanso          |                |                                    |                     |
| 17.ª etapa | 27 de may | Chieti – Passolanciano-Maielletta                        | etapa de montaña         | 83             | Franco Pellizotti Stefano Garzelli | Denís Menshov       |
| 18.ª etapa | 28 de may | Sulmona – Benevento                                      | etapa llana              | 182            | Michele Scarponi                   | Denís Menshov       |
| 19.ª etapa | 29 de may | Avellino – Vesubio                                       | etapa de montaña         | 164            | Carlos Sastre                      | Denís Menshov       |
| 20.ª etapa | 30 de may | Nápoles – Anagni                                         | etapa llana              | 203            | Philippe Gilbert                   | Denís Menshov       |
| 21.ª etapa | 31 de may | Roma – Roma                                              | contrarreloj individual  | 14,4           | Ignatas Konovalovas                | Denís Menshov       |

## Clasificaciones finales

### Clasificación general(Maglia Rosa)
| \| Clasificación general \| Clasificación general \| Clasificación general \| Clasificación general \| Clasificación general \| \| Ciclista \| Ciclista \| Equipo \| Tiempo \| \| \| --------------------- \| --------------------- \| ----------------------------------------------- \| --------------------- \| --------------------- \| \| 1.º \| Denís Menshov \| Rabobank \| 86 h 03 min 11 s \| \| \| 2.º \| Danilo Di Luca \| LPR Brakes-Farnese Vini \| DES \| \| \| 2.º \| Carlos Sastre \| Cervélo TestTeam \| + 3 min 46 s \| \| \| 3.º \| Franco Pellizotti \| Liquigas \| DES \| \| \| 3.º \| Ivan Basso \| Liquigas \| + 3 min 59 s \| \| \| 4.º \| Levi Leipheimer \| Astana \| + 5 min 28 s \| \| \| 5.º \| Stefano Garzelli \| Acqua & Sapone - Caffè Mokambo \| + 8 min 43 s \| \| \| 6.º \| Michael Rogers \| Columbia-High Road \| + 10 min 01 s \| \| \| 7.º \| Marzio Bruseghin \| Lampre-NGC \| + 11 min 28 s \| \| \| 8.º \| David Arroyo \| Caisse d'Épargne \| + 12 min 50 s \| \| \| 9.º \| Tadej Valjavec \| AG2R La Mondiale \| DES \| \| \| 9.º \| José Serpa \| Serramenti PVC Diquigiovanni-Androni Giocattoli \| + 16 min 11 s \| \| \| 10.º \| Kevin Seeldraeyers \| Quick Step \| + 16 min 15 s \| \| \| 11.º \| Yaroslav Popovych \| Astana \| + 16 min 15 s \| \| \| 12.º \| Lance Armstrong \| Astana \| DES \| \| \| 12.º \| Kanstantsín Siutsou \| Columbia-High Road \| + 19 min 10 s \| \| \| 13.º \| Francesco Masciarelli \| Acqua & Sapone - Caffè Mokambo \| + 19 min 10 s \| \| \| 14.º \| Janez Brajkovič \| Astana \| + 28 min 07 s \| \| \| 15.º \| Damiano Cunego \| Lampre-NGC \| + 28 min 39 s \| \| \| 16.º \| Lars Ytting Bak \| Saxo Bank \| + 31 min 53 s \| \| \| 17.º \| Francis De Greef \| Silence-Lotto \| + 33 min 18 s \| \| \| 18.º \| Andri Hrivko \| ISD-Neri \| + 39 min 19 s \| \| \| 19.º \| Eduard Vorganov \| Xacobeo Galicia \| + 45 min 59 s \| \| \| 20.º \| Gilberto Simoni \| Serramenti PVC Diquigiovanni-Androni Giocattoli \| + 46 min 03 s \| \| |                       |                                                 |                  |
| |                       |                                                 |                  |
| |                       |                                                 |                  |
| Clasificación general |                       |                                                 |                  |
| Ciclista | Ciclista              | Equipo                                          | Tiempo           |
| 1.º | Denís Menshov         | Rabobank                                        | 86 h 03 min 11 s |
| 2.º | Danilo Di Luca        | LPR Brakes-Farnese Vini                         | DES              |
| 2.º | Carlos Sastre         | Cervélo TestTeam                                | + 3 min 46 s     |
| 3.º | Franco Pellizotti     | Liquigas                                        | DES              |
| 3.º | Ivan Basso            | Liquigas                                        | + 3 min 59 s     |
| 4.º | Levi Leipheimer       | Astana                                          | + 5 min 28 s     |
| 5.º | Stefano Garzelli      | Acqua & Sapone - Caffè Mokambo                  | + 8 min 43 s     |
| 6.º | Michael Rogers        | Columbia-High Road                              | + 10 min 01 s    |
| 7.º | Marzio Bruseghin      | Lampre-NGC                                      | + 11 min 28 s    |
| 8.º | David Arroyo          | Caisse d'Épargne                                | + 12 min 50 s    |
| 9.º | Tadej Valjavec        | AG2R La Mondiale                                | DES              |
| 9.º | José Serpa            | Serramenti PVC Diquigiovanni-Androni Giocattoli | + 16 min 11 s    |
| 10.º | Kevin Seeldraeyers    | Quick Step                                      | + 16 min 15 s    |
| 11.º | Yaroslav Popovych     | Astana                                          | + 16 min 15 s    |
| 12.º | Lance Armstrong       | Astana                                          | DES              |
| 12.º | Kanstantsín Siutsou   | Columbia-High Road                              | + 19 min 10 s    |
| 13.º | Francesco Masciarelli | Acqua & Sapone - Caffè Mokambo                  | + 19 min 10 s    |
| 14.º | Janez Brajkovič       | Astana                                          | + 28 min 07 s    |
| 15.º | Damiano Cunego        | Lampre-NGC                                      | + 28 min 39 s    |
| 16.º | Lars Ytting Bak       | Saxo Bank                                       | + 31 min 53 s    |
| 17.º | Francis De Greef      | Silence-Lotto                                   | + 33 min 18 s    |
| 18.º | Andri Hrivko          | ISD-Neri                                        | + 39 min 19 s    |
| 19.º | Eduard Vorganov       | Xacobeo Galicia                                 | + 45 min 59 s    |
| 20.º | Gilberto Simoni       | Serramenti PVC Diquigiovanni-Androni Giocattoli | + 46 min 03 s    |

### Clasificación por puntos(Maglia Ciclamino)
| Clasificación por puntos | Clasificación por puntos | Clasificación por puntos       | Clasificación por puntos | Clasificación por puntos |
| Ciclista                 | Ciclista                 | Equipo                         | Puntos                   |                          |
| ------------------------ | ------------------------ | ------------------------------ | ------------------------ | ------------------------ |
| 1.º                      | Danilo Di Luca           | LPR Brakes-Farnese Vini        | DES                      |                          |
| 1.º                      | Denís Menshov            | Rabobank                       | 144 pts                  |                          |
| 3.º                      | Franco Pellizotti        | Liquigas                       | DES                      |                          |
| 4.º                      | Stefano Garzelli         | Acqua & Sapone - Caffè Mokambo | 133 pts                  |                          |
| 5.º                      | Alessandro Petacchi      | LPR Brakes-Farnese Vini        | 104 pts                  |                          |
| 6.º                      | Edvald Boasson Hagen     | Columbia-High Road             | 103 pts                  |                          |
| 7.º                      | Carlos Sastre            | Cervélo TestTeam               | 86 pts                   |                          |
| 8.º                      | Allan Davis              | Quick Step                     | 82 pts                   |                          |
| 9.º                      | Ivan Basso               | Liquigas                       | 74 pts                   |                          |
| 10.º                     | Levi Leipheimer          | Astana                         | 70 pts                   |                          |

### Clasificación de la montaña(Maglia Verde)
| Clasificación de la montaña | Clasificación de la montaña | Clasificación de la montaña                     | Clasificación de la montaña | Clasificación de la montaña |
| Ciclista                    | Ciclista                    | Equipo                                          | Puntos                      |                             |
| --------------------------- | --------------------------- | ----------------------------------------------- | --------------------------- | --------------------------- |
| 1.º                         | Stefano Garzelli            | Acqua & Sapone - Caffè Mokambo                  | 61 pts                      |                             |
| 2.º                         | Danilo Di Luca              | LPR Brakes-Farnese Vini                         | DES                         |                             |
| 3.º                         | Denís Menshov               | Rabobank                                        | 41 pts                      |                             |
| 4.º                         | Andri Hrivko                | ISD-Neri                                        | 40 pts                      |                             |
| 5.º                         | Franco Pellizotti           | Liquigas                                        | DES                         |                             |
| 6.º                         | Carlos Sastre               | Cervélo TestTeam                                | 30 pts                      |                             |
| 7.º                         | Michele Scarponi            | Serramenti PVC Diquigiovanni-Androni Giocattoli | 24 pts                      |                             |
| 8.º                         | Giovanni Visconti           | ISD-Neri                                        | 24 pts                      |                             |
| 9.º                         | Simon Gerrans               | Cervélo TestTeam                                | 15 pts                      |                             |
| 10.º                        | Damiano Cunego              | Lampre-NGC                                      | 14 pts                      |                             |

### Clasificación de los jóvenes(Maglia Bianca)
| Clasificación del mejor joven | Clasificación del mejor joven | Clasificación del mejor joven                   | Clasificación del mejor joven | Clasificación del mejor joven |
| Ciclista                      | Ciclista                      | Equipo                                          | Tiempo                        |                               |
| ----------------------------- | ----------------------------- | ----------------------------------------------- | ----------------------------- | ----------------------------- |
| 1.º                           | Kevin Seeldraeyers            | Quick Step                                      | 86 h 19 min 26 s              |                               |
| 2.º                           | Francesco Masciarelli         | Acqua & Sapone - Caffè Mokambo                  | + 2 min 55 s                  |                               |
| 3.º                           | Francis De Greef              | Silence-Lotto                                   | + 17 min 03 s                 |                               |
| 4.º                           | Thomas Lövkvist               | Columbia-High Road                              | + 31 min 45 s                 |                               |
| 5.º                           | Jackson Rodríguez             | Serramenti PVC Diquigiovanni-Androni Giocattoli | + 34 min 37 s                 |                               |
| 6.º                           | Andrey Zeits                  | Astana                                          | + 58 min 41 s                 |                               |
| 7.º                           | Chris Froome                  | Barloworld                                      | + 59 min 06 s                 |                               |
| 8.º                           | Marcos García                 | Xacobeo Galicia                                 | + 1 h 26 min 10 s             |                               |
| 9.º                           | Arnold Jeannesson             | Caisse d'Épargne                                | + 1 h 41 min 55 s             |                               |
| 10.º                          | Dario Cataldo                 | Quick Step                                      | + 1 h 44 min 09 s             |                               |

### Clasificación por equipos(Trofeo fast team)
| Clasificación por equipos | Clasificación por equipos                       | Clasificación por equipos | Clasificación por equipos |
| Equipo                    | Equipo                                          | Tiempo                    |                           |
| ------------------------- | ----------------------------------------------- | ------------------------- | ------------------------- |
| 1.º                       | Astana                                          | 257 h 48 min 40 s         |                           |
| 2.º                       | Columbia-High Road                              | + 24 min 15 s             |                           |
| 3.º                       | Androni Giocattoli-Serramenti PVC Diquigiovanni | + 27 min 17 s             |                           |
| 4.º                       | Liquigas                                        | + 32 min 21 s             |                           |
| 5.º                       | Lampre-NGC                                      | + 58 min 58 s             |                           |
| 6.º                       | Caisse d'Épargne                                | + 1 h 10 min 52 s         |                           |
| 7.º                       | Cervélo TestTeam                                | + 1 h 16 min 23 s         |                           |
| 8.º                       | Acqua & Sapone (wielerploeg)                    | + 1 h 18 min 52 s         |                           |
| 9.º                       | Rabobank                                        | + 1 h 51 min 45 s         |                           |
| 10.º                      | LPR Brakes-Farnese Vini                         | + 1 h 53 min 34 s         |                           |

## Evolución de las clasificaciones
| Etapa                   |                          | Ganador _                          | Clasificación general | Puntos               | Montaña             | Jóvenes            | Equipo _           |
| ----------------------- | ------------------------ | ---------------------------------- | --------------------- | -------------------- | ------------------- | ------------------ | ------------------ |
| 1.ª etapa               | contrarreloj por equipos | Columbia-High Road                 | Mark Cavendish        | no otorgado          | no otorgado         | Mark Cavendish     | Columbia-High Road |
| 2.ª etapa               | etapa llana              | Alessandro Petacchi                | Mark Cavendish        | Alessandro Petacchi  | David García Dapena | Mark Cavendish     | Columbia-High Road |
| 3.ª etapa               | etapa llana              | Alessandro Petacchi                | Alessandro Petacchi   | Alessandro Petacchi  | Mauro Facci         | Tyler Farrar       | Columbia-High Road |
| 4.ª etapa               | etapa de montaña         | Stefano Garzelli                   | Thomas Lövkvist       | Alessandro Petacchi  | Stefano Garzelli    | Thomas Lövkvist    | Columbia-High Road |
| 5.ª etapa               | etapa de montaña         | Denís Menshov                      | Thomas Lövkvist       | Alessandro Petacchi  | Denís Menshov       | Thomas Lövkvist    | Astana             |
| 6.ª etapa               | etapa de media montaña   | Michele Scarponi                   | Thomas Lövkvist       | Alessandro Petacchi  | Denís Menshov       | Thomas Lövkvist    | Astana             |
| 7.ª etapa               | etapa de media montaña   | Edvald Boasson Hagen               | Thomas Lövkvist       | Alessandro Petacchi  | Denís Menshov       | Thomas Lövkvist    | Columbia-High Road |
| 8.ª etapa               | etapa de media montaña   | Kanstantsín Siutsou                | Thomas Lövkvist       | Edvald Boasson Hagen | Stefano Garzelli    | Thomas Lövkvist    | Columbia-High Road |
| 9.ª etapa               | etapa llana              | Mark Cavendish                     | Thomas Lövkvist       | Edvald Boasson Hagen | Stefano Garzelli    | Thomas Lövkvist    | Columbia-High Road |
| 10.ª etapa              | etapa de montaña         | Denís Menshov                      | Denís Menshov         | Edvald Boasson Hagen | Stefano Garzelli    | Thomas Lövkvist    | Astana             |
| 11.ª etapa              | etapa llana              | Mark Cavendish                     | Denís Menshov         | Edvald Boasson Hagen | Stefano Garzelli    | Thomas Lövkvist    | Astana             |
| 12.ª etapa              | contrarreloj individual  | Denís Menshov                      | Denís Menshov         | Edvald Boasson Hagen | Stefano Garzelli    | Thomas Lövkvist    | Astana             |
| 13.ª etapa              | etapa llana              | Mark Cavendish                     | Denís Menshov         | Alessandro Petacchi  | Stefano Garzelli    | Thomas Lövkvist    | Astana             |
| 14.ª etapa              | etapa de montaña         | Simon Gerrans                      | Denís Menshov         | Alessandro Petacchi  | Stefano Garzelli    | Thomas Lövkvist    | Astana             |
| 15.ª etapa              | etapa de media montaña   | Leonardo Bertagnolli Serge Pauwels | Denís Menshov         | Alessandro Petacchi  | Stefano Garzelli    | Thomas Lövkvist    | Astana             |
| 16.ª etapa              | etapa de montaña         | Carlos Sastre                      | Denís Menshov         | Denís Menshov        | Stefano Garzelli    | Kevin Seeldraeyers | Astana             |
| 17.ª etapa              | etapa de montaña         | Franco Pellizotti Stefano Garzelli | Denís Menshov         | Denís Menshov        | Stefano Garzelli    | Kevin Seeldraeyers | Astana             |
| 18.ª etapa              | etapa llana              | Michele Scarponi                   | Denís Menshov         | Denís Menshov        | Stefano Garzelli    | Kevin Seeldraeyers | Astana             |
| 19.ª etapa              | etapa de montaña         | Carlos Sastre                      | Denís Menshov         | Denís Menshov        | Stefano Garzelli    | Kevin Seeldraeyers | Astana             |
| 20.ª etapa              | etapa llana              | Philippe Gilbert                   | Denís Menshov         | Denís Menshov        | Stefano Garzelli    | Kevin Seeldraeyers | Astana             |
| 21.ª etapa              | contrarreloj individual  | Ignatas Konovalovas                | Denís Menshov         | Denís Menshov        | Stefano Garzelli    | Kevin Seeldraeyers | Astana             |
| Clasificaciones finales | Clasificaciones finales  |                                    | Denís Menshov         | Denís Menshov        | Stefano Garzelli    | Kevin Seeldraeyers | Astana             |

## Dopaje

### Danilo Di Luca
Danilo Di Luca dio positivo por CERA los días 20 y 28 de mayo en pleno Giro de Italia, por lo que fue desposeído por la UCI, no solo de los resultados desde esa fecha, sino de todos sus resultados en el Giro.

### Franco Pellizotti, sanción posterior
El 8 de marzo del 2011 el TAS dio a conocer que había decidido sancionar con dos años de suspensión a Franco Pellizotti por dopaje, respaldando así el uso del pasaporte biológico como método para la lucha antidopaje.
El TAS ordenó asimismo su exclusión de todas las carreras en las que hubiera participado a partir del día de sus resultados anómalos en el pasaporte biológico. La principal consecuencia de esa decisión sería que le fuesen anulados sus destacados resultados de 2009: su segundo puesto en este Giro de Italia sería para Carlos Sastre (quien ascendería así, tras las descalificaciones de Danilo Di Luca y el propio Pellizotti por dopaje, del cuarto al segundo puesto final), su victoria en el Blockhaus durante ese Giro pasaría a manos de Stefano Garzelli y el maillot de la montaña del Tour de Francia a manos de Egoi Martínez.

Finalmente la sanción de 2 años empezó a contar en mayo del 2009 perdiendo todos sus resultados en este Giro.